# جرينة
جرينة هي منطقة تقع في محافظة مادبا شمال غرب الأردن.
تقع إلى الشمال من مدينة مأدبا، على مسافة حوالي خمسة كيلومترات من مركز المحافظة، وتبعد حوالي ستة وعشرين كيلو مترا جنوب عمان. وتتبع إداريا إلى بلدية مأدبا الكبرى، وإلى قضاء جرينة من محافظة مأدبا. تعتبر جرينة البوابة الشمالية لمحافظة مأدبا من عمان.

## تاريخ وذاكرة المكان
لم يتغير اسم القرية، وهذا الاسم مأخوذ من كلمة جرن، وهو المتسع الصخري للماء في الصخر، وكأن القرية بموقعها المنخفض بين القرى المجاورة، شكلت مثل جرن الماء، وتم تصغير الاسم فصارت جرين، ثم جرى مع الزمن تأنيثه، ربما للتحبب في المكان، فصار الاسم جرينة.

## حدود القرية والجغرافية
إطلالة على جغرافية المكان، وحدوده القديمة والحديثة، وواءمت بين ما رواه لي أهل القرية، وبين واقع الحال على امتداد مساحة جرينه، حيث تحدثوا موضحين بأن القرية في تقسيمها المساحي تتكون من أربعة أحواض هي حوض جرينة الشرقي، وحوض جرينة الغربي، وحوض أبو النمل، وحوض أبو اردينة، بينما حدودها القديمة فقد كانت على النحو التالي: من الشمال أرضي حسبان، ومن الجنوب الخطابية (كفير أبو سربوط سابقا) والفيصلية، ومن الشرق قرية منجا، ومن الغرب المحترقة وجمالة (البحر الميت).
أما الحدود الجديدة، وهي بعد توسع أمانة عمان، وضم أراضي حسبان إليها، فصار تغيير الحدود هو من الجهة الشمالية لجرينة، حيث صار يحدها من الشمال حدود أمانة عمان، ويشير اليها أهل القرية بحد (الجامعة الألمانية الأردنية، ومحطة المشقر الزراعية)، ومن الغرب غرناطة والعريش، ومن الجنوب مدينة مأدبا، ومن الشرق منجا ومحافظة العاصمة.

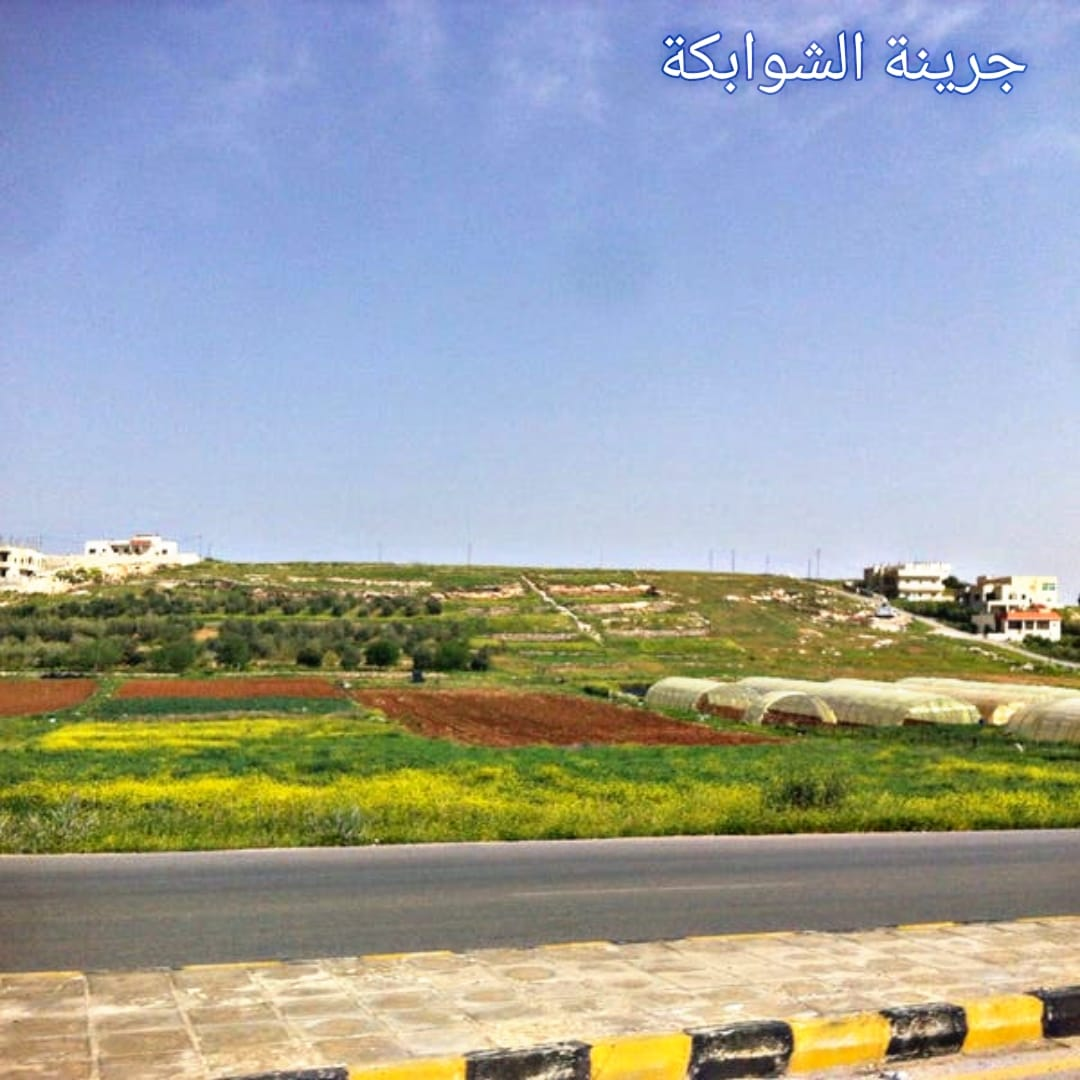
جرينة الشوابكة - Juraynah

وفق الوصف الجغرافي لجرينة فإنها تشتهر بخصوبة أراضيها ومناخها الممتاز وزراعتها الصيفية التي يعتقد من يراها أنها مروية، وما يميز القرية زراعة الأشجار المثمرة كالعنب والتين والرمان، وهي تحتوي كذلك على عيون ماء مثل عين جمالة وعين أبو العسعس، وعين سلمى، والعين البيضا.
كما أنه يوجد في قرية جرينة آبار ماء قديمة، وهي منتشرة في كثير من أنحاء القرية، وقد تمت ملاحظة أحد تلك الآبار مهملا، ومدفوناً في ساحة أحد البيوت، وبالعودة إلى ملفات تسوية أراضي مأدبا سوف يلاحظ أنه كان يوجد في جرينة حوالي 79 بئر ماء، وقد أشار كبار القرية إلى أن أشهر تلك الآبار والذي ما زال يرسخ في الذاكرة وهو بير الزاغ، وقد اندثر، وطمر هو، ومعه اندمل كثير من هذه الآبار في الفترة الأخيرة.
تتسع الجغرافية، وتتفتح ذاكرة الشيب والشباب، للبوح بما يتذكرونه من ملامح جرينة، وما تغير عليها، فيقولون حين يتجه بنا الحديث إلى أسماء المغائر والكهوف وأماكن وجودها على مساحة جرينة، فيكون الحديث له منحى آخر، يقول فيه الكبار في حوض أبو اردينه كان فيه مغاير، وكان هناك السكن النا بالشتا، وكنا نسكن ببيوت الشعر، وننتقل لهناك احنا وغنمنا، وقريبه منا تكون ماء جماله، وبجانبها في منطقة أم المغاير، بنفس الحوض (أبو اردينة)، فكنا نسكن احنا ببيوت الشعر، ونحط خزينا، وحلالنا بالمغاير اللي هناك.
وهذه المنطقة التي يشير اليها الكبار، والتي تشتهر بالمغائر فيها، تحتوي في ذات الحوض على آثار قيمة، ومنها آثار كنيسة موجودة في منطقة البراك في حوض أبو اردينة.

## المساكن

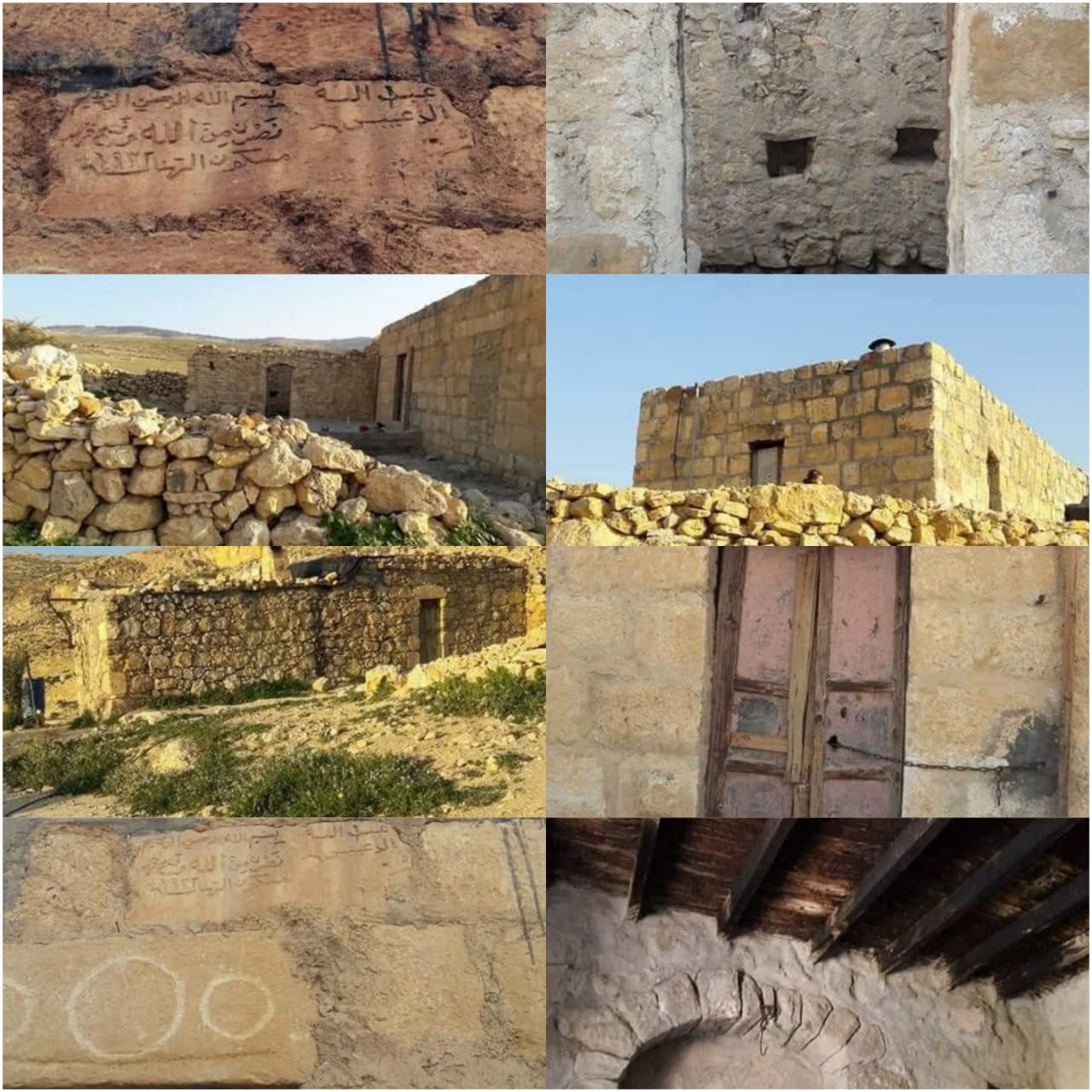
بيت الشيخ عبدالله دعيبس الشوابكة عام 1932

كانت بيوتهم بدايًة مبنية من الحجر الغشيم، ولاحقًا صارت تنبنى بحسب قدرة كل واحد على البناء، لكن في أغلبها كانت من الطين والتراب والتبن، وبعضهم كان يعالجها بالقصارة، والجص، وكان هناك اعتماد على نظام القناطر، واللي بنوا هذه البيوت الحجرية كانوا بنايين من الدروز، وكان السقف للبيوت من الطين والقصيب.
وبالنسبة لمسجد القرية فيقول أهل القرية بأنه قد تم بناؤه في الخمسينات، وكان أهل القرية يصلون قبل في نفس المكان، ولكن بدون أن يكون هناك بناء قائم، والآن يعتبر أقدم المساجد في القرية هو المسجد الجامع في وسط قرية جرينه، وهو مسجد مصعب بن عمير، وقد أقيم عدة مساجد حديثة هي مسجد أهل الخير في الحي الشرقي، ومسجد الأبرار في الحي الجنوبي.

## التعليم
أما التعليم في جرينه فله قصة تستحق أن يلقى الضوء عليها، حيث بدأ في مرحلة ما قبل المدرسة الحكومية، وهناك ذاكرة للكتاب، وللخطباء، والمشايخ وما زال أهل القرية يتحدثون عن كُتّاب سلامة الخطيب الشوابكة، وكُتّاب ياسين أبو الخيل، إذ أنه كان في البداية كُتّاب سلامة الخطيب وتولى المهمة بعده ياسين أبو الخيل وهذا الأخير كان يقوم، بالإضافة إلى التدريس، بمهمة إمام الجامع وخطيب المسجد.
يوجد في القرية ثلاث مدارس هي مدرسة جرينة الثانوية الشاملة للبنين وهذه تشتمل على مدرسة زراعية فيها، ومدرسة جرينة الثانوية للبنات، ومدرسة جرينة الأساسية المختلطة. كما توجد فيها مدرستان خاصتان هما مدرسة حطين الخاصة، وروضة حطين الخاصة، وعلى الحد بين أمانة عمان وبلدية مأدبا، وضمن حدود منطقة جرينة توجد الجامعة الألمانية الأردنية.

## الصحة
يوجد في القرية مركز صحي شامل، ومركز صحي أولي.

## المجتمع المدني
- توجد في القرية جمعية قرى الشوابكة الخيرية، وجمعية تحفيظ القرآن، ومركز شباب جرينة النموذجي.
- يوجد في القرية سبع مساجد.

## أرقام الهواتف الخاصة بالمركز الإداري
| رقم الفاكس | رقم الهاتف |
| ---------- | ---------- |
| 053290084  | 053290084  |

## المساحة وتعداد السكان
| المساحة (كم2) | نسبة المساحة من مساحة المحافظة | عدد السكان (نسمة) | نسبة السكان من سكان المحافظة | الكثافة السكانية (نسمة/ كم2) |
| ------------- | ------------------------------ | ----------------- | ---------------------------- | ---------------------------- |
| 18.00         | 2%                             | 10380             | 5%                           | 576.7                        |

### الميزات النسبية للمركز الإداري (قضاء جرينة)
1. ارتفاع نسبة المتعلمين من أبناء المنطقة خصوصا في المجالات العلمية (الهندسة والطب) .
2. وفرة الأراضي الخصبة والأراضي السهلية.
3. اعتماد الأهالي على القطاع الزراعي بشكل عام.
4. قرب القضاء من الحدود الإدارية للعاصمة عمان .